# Dubai 24-timmars
Dubai 24 Hour är en endurancetävling för sportvagnar och standardvagnar på Dubai Autodrome. Tävlingen grundades 2006 och är det enda aktiva 24-timmarsloppet i Mellanöstern.

## Historia
Dubai 24-timmarsloppet körs i januari varje år på den permanenta racerbanan utanför Dubai i Förenade Arabemiraten. Loppet är ovanligt eftersom deltagarna i de allra flesta ekipagen bara består av amatörförare, vilket ger tävlingen en särprägel bland andra 24-timmarslopp, även om Nürburgring 24-timmars och Spa 24-timmars har relativt liknande upplägg. I tävlingens första upplaga lyckades Hubert Bergh Motor Sport sluta på andra plats, med Bergh själv och flera svenska förarprofiler inblandade. Genom hela tävlingens historia har den dominerats av BMW och Porschebilar.

## Vinnare
| År   | Förare                                                                                          | Märke         |
| ---- | ----------------------------------------------------------------------------------------------- | ------------- |
| 2006 | Dieter Quester Hans-Joachim Stuck Philipp Peter Toto Wolff                                      | BMW           |
| 2007 | Dieter Quester Philipp Peter Dirk Werner Jamie Campbell-Walter                                  | BMW           |
| 2008 | Klark Quinn Tony Quinn Craig Baird Jonathon Webb                                                | Porsche       |
| 2009 | Jürgen Häring Taki Konstantinou René Münnich Marc Basseng                                       | Porsche       |
| 2010 | Patrick Pilet Raymond Narac Marco Holzer                                                        | Porsche       |
| 2011 | Augusto Farfus Edward Sandström Tommy Milner Claudia Hürtgen                                    | BMW           |
| 2012 | Khaled Al Qubaisi Sean Edwards Jeroen Bleekemolen Thomas Jäger                                  | Mercedes-Benz |
| 2013 | Khaled Al Qubaisi Sean Edwards Jeroen Bleekemolen Bernd Schneider                               | Mercedes-Benz |
| 2014 | Adrian Amstutz Christian Engelhart Mark Ineichen Rolf Ineichen Marcel Matter                    | Porsche       |
| 2015 | Abdulaziz Al Faisal Hubert Haupt Yelmer Buurman Oliver Webb                                     | Mercedes-Benz |
| 2016 | Alain Ferté Michael Meadows Stuart Leonard Laurens Vanthoor                                     | Audi          |
| 2017 | Daniel Allemann Ralf Bohn Brendon Hartley Alfred Renauer Robert Renauer                         | Porsche       |
| 2018 | Abdulaziz Al Faisal Yelmer Buurman Hubert Haupt Gabriele Piana                                  | Mercedes-AMG  |
| 2019 | Rik Breukers Christopher Haase Dimitri Parhofer Frédéric Vervisch                               | Audi          |
| 2020 | Khaled Al Qubaisi Ben Barker Jeroen Bleekemolen Hubert Haupt Manuel Metzger                     | Mercedes-AMG  |
| 2021 | Julien Andlauer Frédéric Fatien Alain Ferté Mathieu Jaminet Axcil Jefferies                     | Porsche       |
| 2022 | Mohammed Bin Saud Al Saud Axcil Jefferies Christopher Mies Thomas Neubauer Dries Vanthoor       | Audi          |
| 2023 | Mohammed Bin Saud Al Saud Jens Klingmann Diego Menchaca Jean-Baptiste Simmenauer Dries Vanthoor | BMW           |
| 2024 | Christopher Haase Gilles Magnus Simon Reicher Markus Winkelhock Mike Zhou                       | Audi          |
| 2025 | Al Faisal Al Zubair Dan Harper Max Hesse Darren Leung Ben Tuck                                  | BMW           |